# Battaglia di Maigh Mucruimhe
La battaglia di Maigh Mucruimhe, in cui morì il leggendario re supremo dell'Irlanda Art mac Cuinn, fu combattuta in una piana (Magh) subito a ovest dell'odierna città di Athenry, nella contea di Galway. Gli Annali dei Quattro Maestri datano la battaglia al 195, la cronologia di Seathrún Céitinn, invece, al 173.

## Biografia
Lugaid mac Con degli Érainn del Munster era stato costretto all'esilio in Britannia dopo una battaglia contro il fratellastro Éogan, nipote di Mug Nuadat, re del Munster. Egli tornò con Beinne Brit, figlio del re di Britannia, alla testa di un esercito di britanni e di altri stranieri, impossessandosi del titolo di sovrano supremo dopo aver sconfitto sia Art sia Éogan a Magh Mucruimhe. Il figlio di Art, Cormac, fu concepito la notte prima della battaglia.